# 埃拉德 (密西西比州)
埃拉德（英語：Ellard）是位於美國密西西比州卡爾霍恩縣的非建制地區。

## 歷史
埃拉德的郵局於1895年設立，其後於1908年停運。

## 地理
埃拉德所處的海拔為高於海平面85米（即279英呎），而該地所採用的時區為UTC-6，即北美中部時區（CST）。同時該地設有夏令時間，為UTC-6調快一小時，即UTC-5（CDT）。